# Asiatischer Marienkäfer

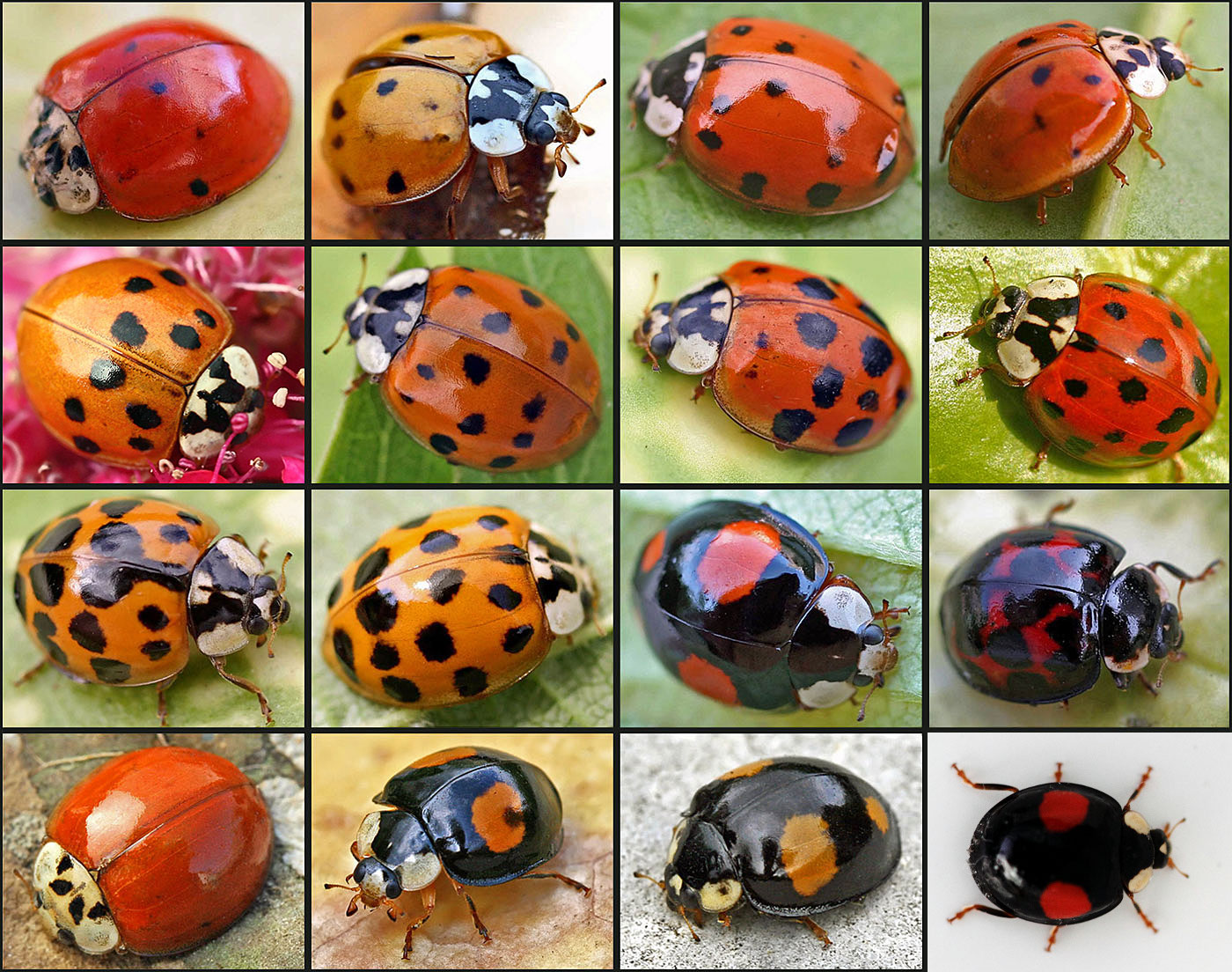
Farbmorphen

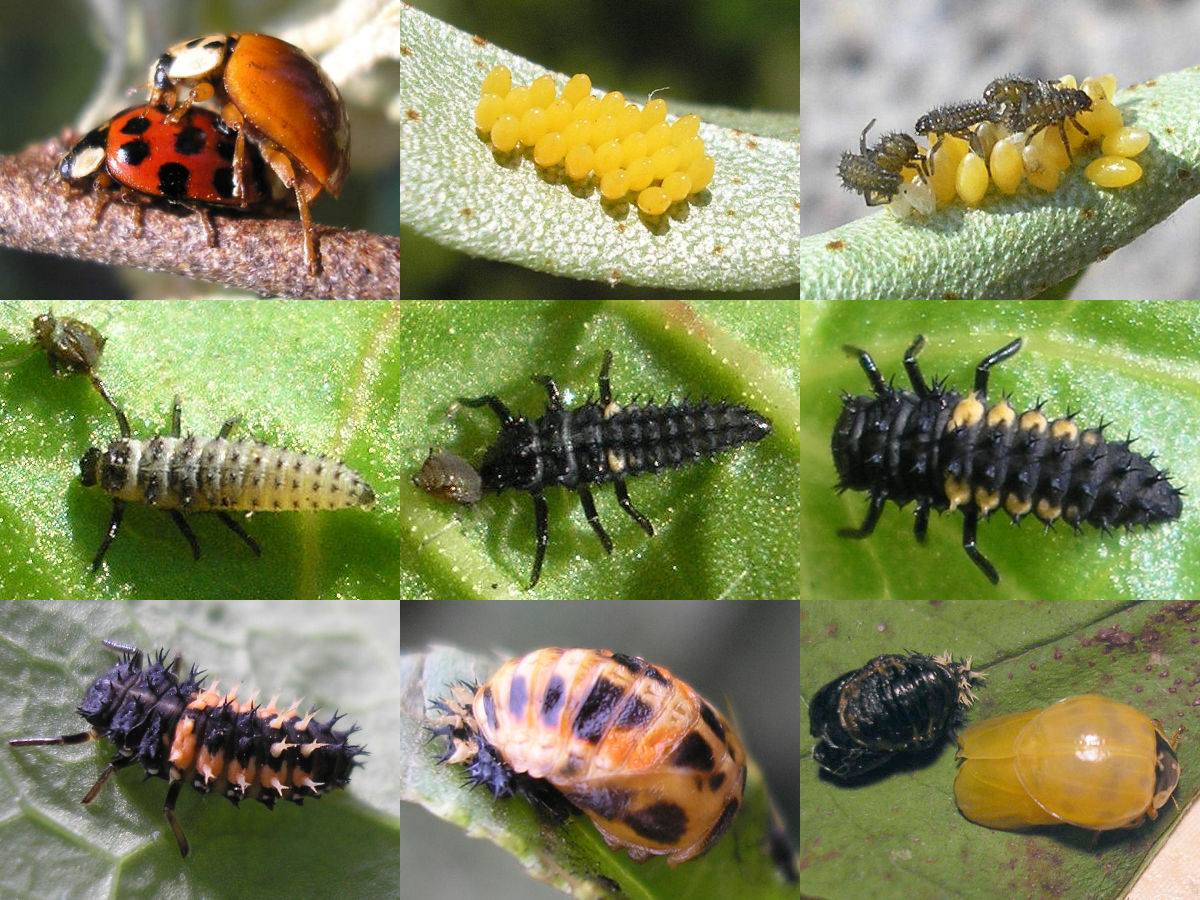
Lebenszyklus

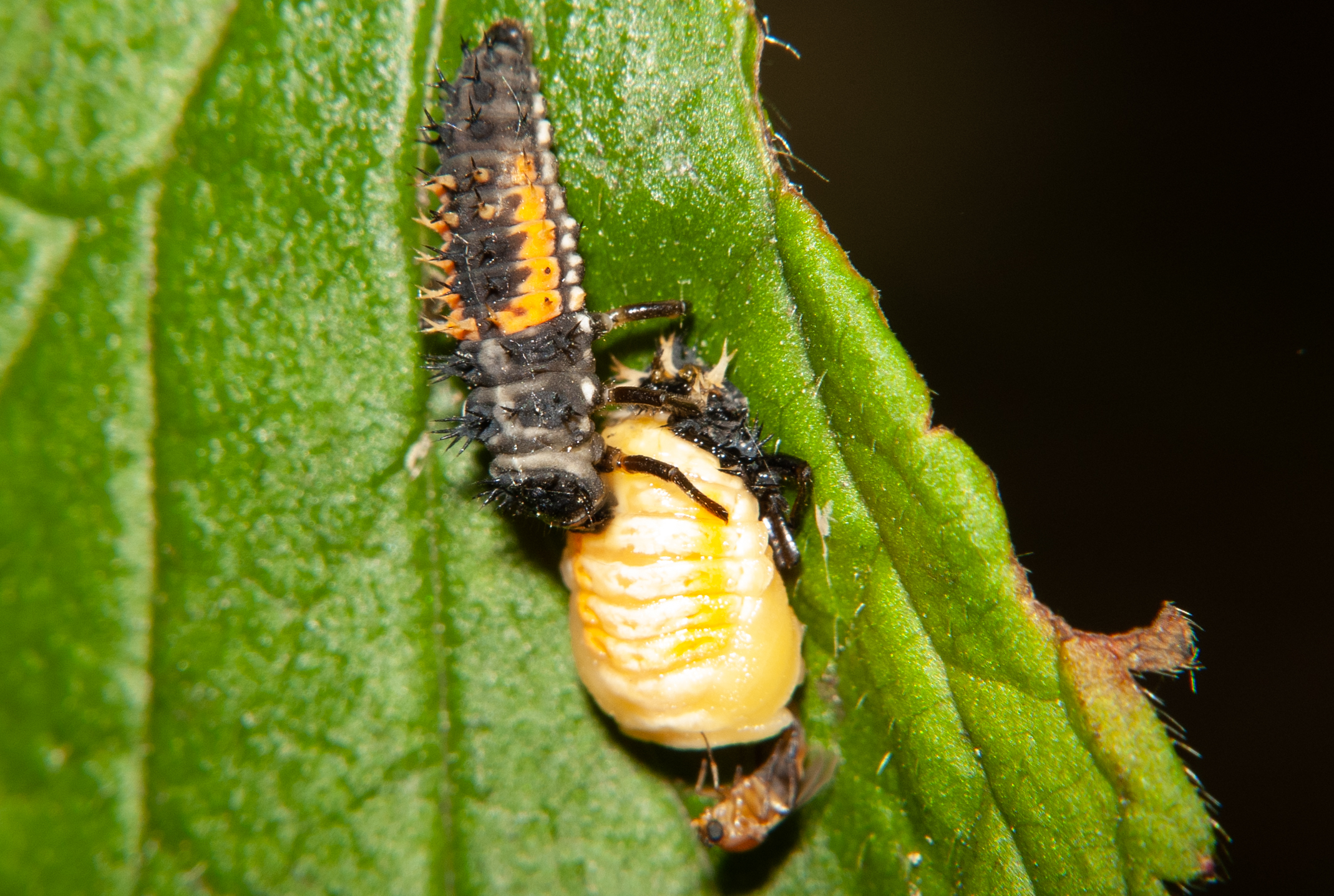
Larve untersucht Puppe der eigenen Art, während ein vermutlich parasitierendes Insekt an der Puppe ist

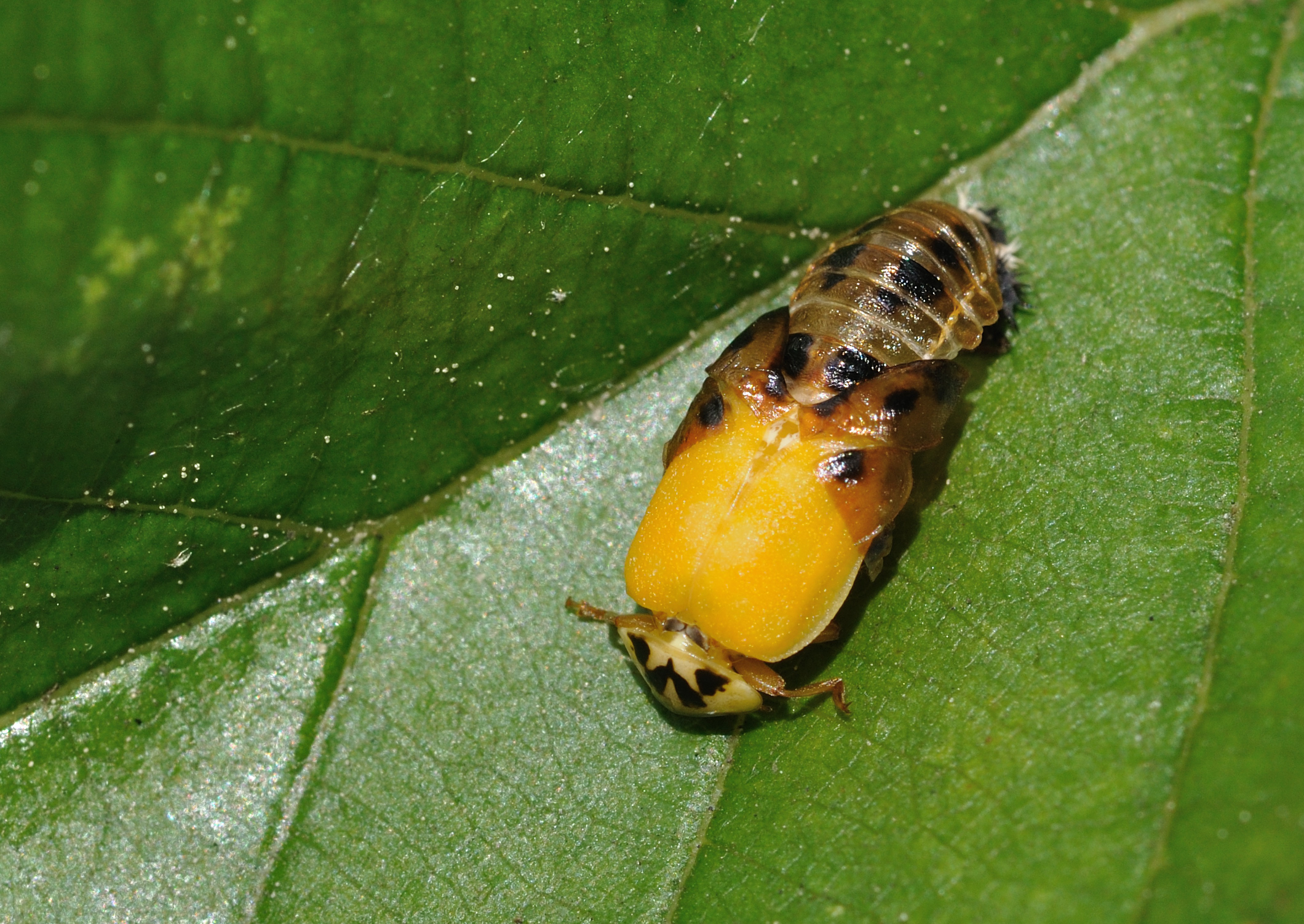
Käfer beim Schlupf

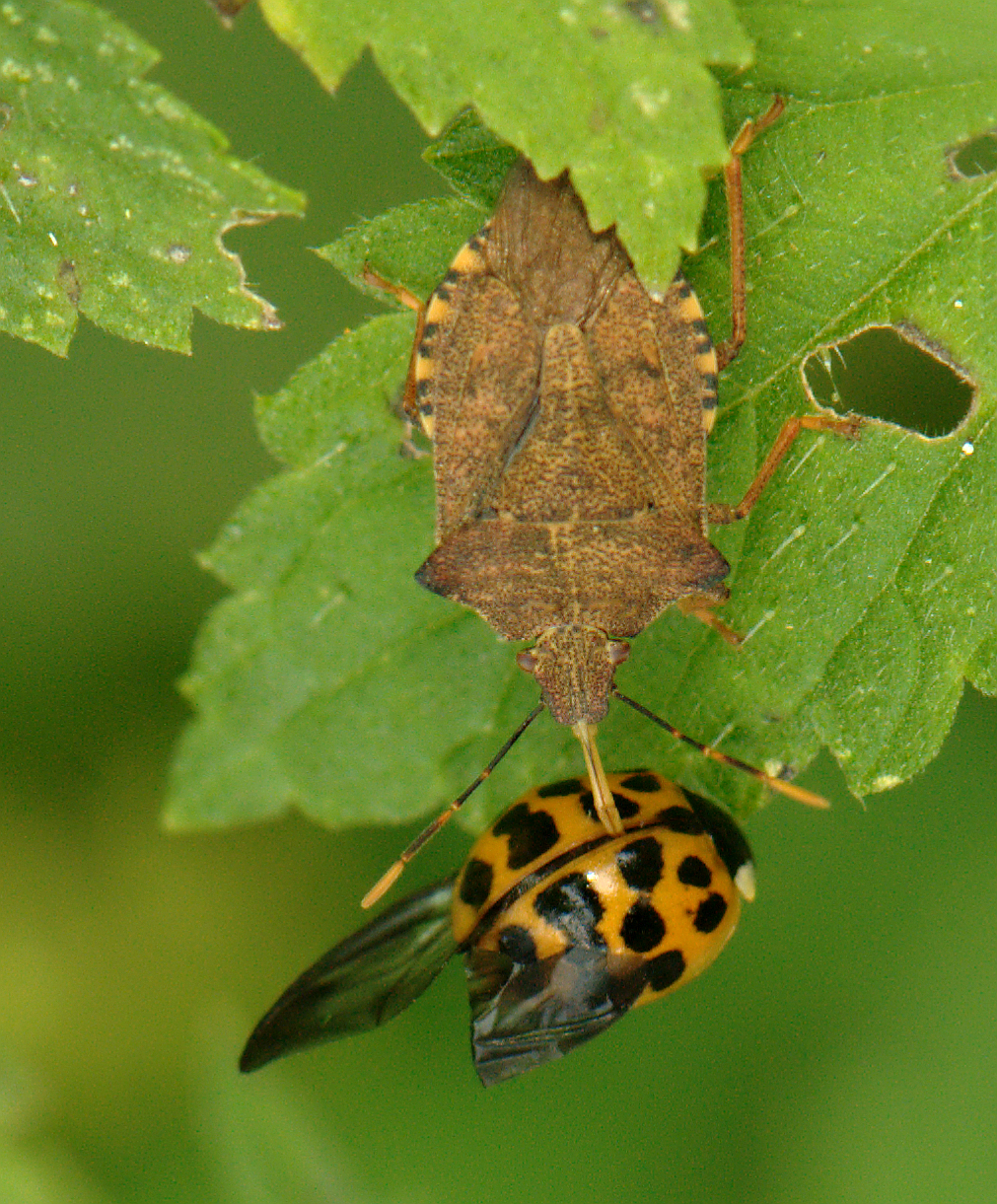
Einer der wenigen natürlichen Feinde: ein Waldwächter (Arma custos) mit erbeutetem Asiatischem Marienkäfer

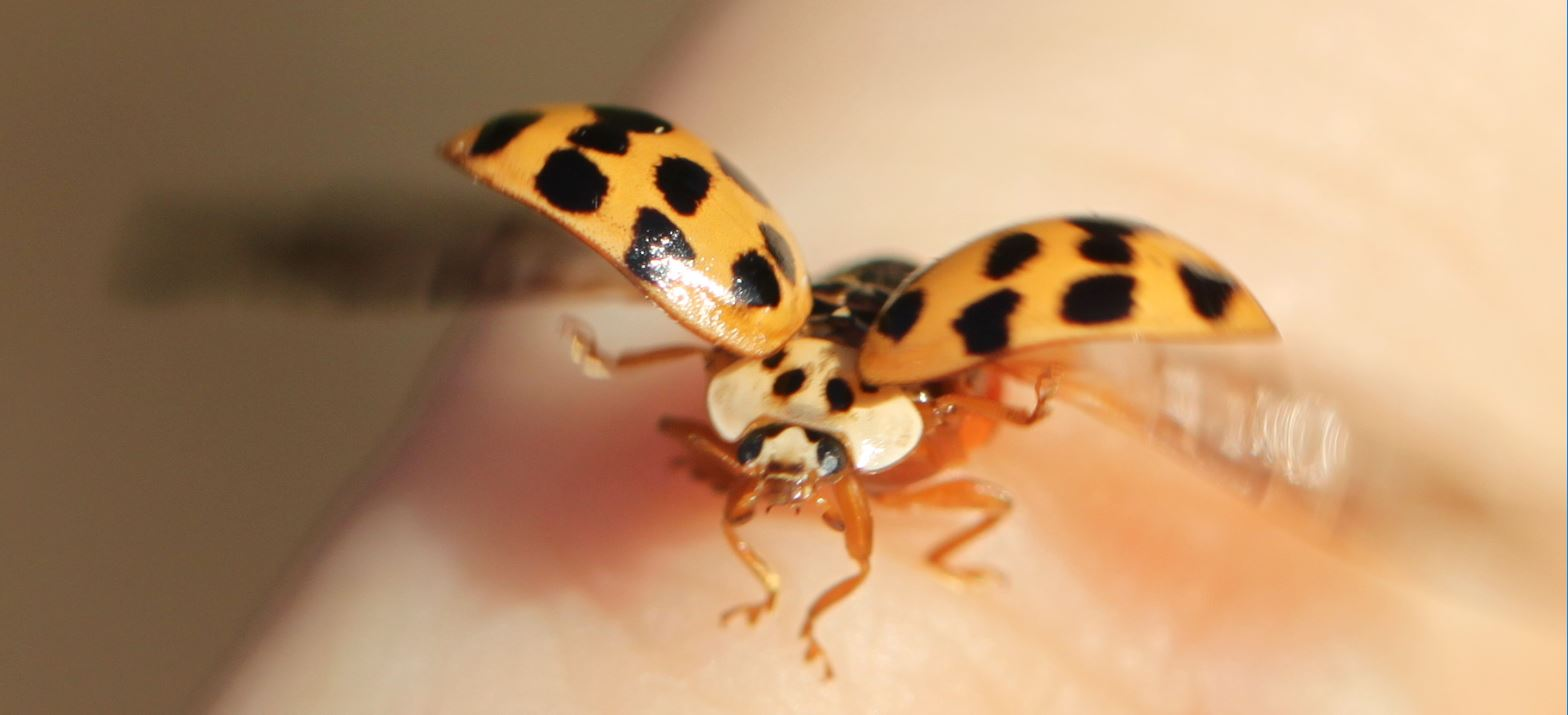
Käfer beim Abflug

Der Asiatische Marienkäfer (Harmonia axyridis, auch „Vielfarbiger“ oder „Harlekin-Marienkäfer“) ist ein Käfer aus der Familie der Marienkäfer (Coccinellidae).
Ursprünglich kommt die Art aus Asien und wurde Ende des 20. Jahrhunderts zunächst in die USA und dann auch nach Europa zur biologischen Schädlingsbekämpfung eingeführt. Inzwischen tritt der Käfer an vielen Stellen massenhaft wild auf, und man befürchtet, dass er einheimische Marienkäferarten und auch andere Insektenarten verdrängt. Im Herbst kann er Immobilienbesitzern lästig werden, da er dann Schwärme bildet, die zur Überwinterung Häuser und andere geschützte Orte aufsuchen.

## Merkmale
Die Käfer erreichen eine Körperlänge von sechs bis acht Millimetern und werden fünf bis sieben Millimeter breit. Sie haben eine extrem variable Färbung. Die Farbe der Deckflügel variiert zwischen hellgelb und dunkelrot, dabei können die schwarzen Flecken, von denen die Käfer meist 19 besitzen, so ausgeprägt sein, dass es erscheint, als trage ein schwarzer Käfer rote Punkte. Die schwarzen Punkte können auch schwach ausgeprägt sein oder komplett fehlen. Die am weitesten verbreiteten Farbmorphen werden mitunter als forma succinea (rot mit fehlenden oder schwach bis stark ausgeprägten schwarzen Punkten), forma spectabilis (schwarz mit vier roten Flecken), forma conspicua (schwarz mit zwei roten Flecken) oder forma axyridis (schwarz mit zwölf roten Punkten) bezeichnet. 
Der Halsschild ist hell-gelblich und wird mittig durch eine schwarze „M“- bzw. „W“-förmige Zeichnung charakterisiert. Dieses Merkmal kann so stark ausgeprägt sein, dass der komplette mittlere Teil des Halsschildes schwarz ist und nur die Seiten hell sind.
Die Larven haben eine schwarz- bis blaugraue Grundfärbung und tragen am ganzen Körper mehr oder weniger lange, mit zwei oder drei Ästen versehene Borsten (Scoli). Der Hinterleib ist auf den ersten fünf Segmenten beidseits des Rückens samt den dort befindlichen Borsten orange. Zusätzlich befindet sich am vierten und fünften Hinterleibssegment näher am Rücken je beidseits eine weitere orangefarbige Borste. Sehr junge Larven sind zunächst gelbgrün und haben schwarze Borsten, später wird die Körperfarbe dunkel und die orangen Bereiche bilden sich aus.
Der Asiatische Marienkäfer ist weniger anfällig für Krankheiten als mitteleuropäische Arten; erstens durch Anzahl und Vielfalt der Peptide zur Infektionsabwehr und zweitens durch eine antimikrobiell wirkende Substanz namens Harmonin. Außerdem enthält seine Hämolymphe kleine Sporen eines parasitischen Einzellers. Diese sogenannten Mikrosporidien dringen in die Zellen ihres Wirtes ein und vermehren sich dort. Fressen andere Marienkäfer die Larven oder Eier eines befallenen Käfers, können diese sich ebenfalls mit Mikrosporidien infizieren. Die Folge des Parasitenbefalls sind schwere Krankheiten oder sogar der Tod – allerdings nur für die heimischen Marienkäferarten. Dagegen scheint aus noch unbekannten Gründen der Parasit im Asiatischen Marienkäfer inaktiv zu sein und ihm nicht zu schaden, obwohl dieser in allen Stadien und sogar schon in dessen Eiern zu finden ist. Aufgrund ihrer Krankheitsresistenz und mit Hilfe der Mikrosporidien, die sie gleichsam als Biowaffe einsetzen, verschaffen sich die invasiven Käfer aus Ostasien einen erheblichen Selektionsvorteil. So gelingt es ihnen, die heimischen Marienkäferarten mehr und mehr zu verdrängen.

## Verbreitung
Das natürliche Verbreitungsgebiet des Asiatischen Marienkäfers ist das östliche Asien. Er kommt vor in China, südlich bis Yunnan und Guangxi, in Japan, Korea, der Mongolei und im östlichen Russland, hier von der Oblast Nowosibirsk und der Region Krasnojarsk im südlichen Sibirien über den Altai bis in die Oblast Amur und Region Primorje am Pazifischen Ozean. Schon seit 1916 wird die Art in vielen Gebieten, durchaus erfolgreich, zur biologischen Schädlingsbekämpfung eingesetzt. In zahlreichen Regionen sind entweder Tiere aus Kulturen und Gewächshäusern entkommen, oder sie wurden gleich mehr oder weniger unkontrolliert auch im Freiland ausgesetzt. Der Käfer hat sich so fast weltweit verbreitet.

### Einschleppung durch den Menschen
In den USA wurde er bereits Anfang des 20. Jahrhunderts (dokumentiert seit 1916) zur biologischen Schädlingsbekämpfung eingesetzt, weitere Aussetzungen sind in mindestens 14 Fällen von 1964 bis 1982 bekannt geworden. Die Populationen etablierten sich allerdings zunächst nicht. Die erste dokumentierte Einbürgerung im Freiland wurde 1988 in Louisiana berichtet. 1994 war er bereits in 24 Bundesstaaten, an der Atlantik- und Pazifikküste, etabliert und breitet sich rasant weiter aus. Der erste Nachweis aus Kanada stammt von 1994. In Mexiko breitete er sich durch unabhängige Freisetzungen aus und ist heute weit verbreitet. Die erste Freisetzung in Südamerika, zur biologischen Schädlingsbekämpfung, war 1986 in Mendoza, Argentinien. Seit den frühen 2000er Jahren breitet sich der Käfer auch hier weiter aus, so seit 2002 in Brasilien, wo er im Südosten schon weit verbreitet ist. In Südafrika erfolgte die Einschleppung, vermutlich unbeabsichtigt, ab 2001 in Westkap, er tritt heute im gesamten Land auf. Seit 2010 gibt es Nachweise aus Kenia, weitere Nachweise liegen aus Ägypten und Tunesien vor. In Australien wurde ein Import mehrfach registriert, es ist aber bisher gelungen, eine Ansiedlung zu verhindern.
Er bewohnt genau wie andere Marienkäferarten eine Vielzahl von Habitaten, in denen Blattläuse vorkommen, scheint aber insbesondere in der Nähe von Städten häufig zu sein.
Das erste freilebende Exemplar des Asiatischen Marienkäfers in Europa wurde 2001 in Belgien gefunden, nachdem er schon 1964 in der Ukraine und seit 1982 in Frankreich zur biologischen Schädlingsbekämpfung eingesetzt und vermarktet worden war. Seit dieser Zeit hat sich die Art schnell ausgebreitet. Seit 2002 wird er teilweise in Massen in Westdeutschland gesichtet und seit 2004 ist er in Teilen Frankreichs und im Süden Großbritanniens anzutreffen. Die genauen Verbreitungsgrenzen sind nicht bekannt, aber der Käfer scheint mittlerweile in ganz Deutschland vorzukommen. In der Schweiz wurde das erste freilebende Exemplar 2004 in Basel gefunden. Seither hat er sich auch dort massiv ausgebreitet. Im Jahr 2006 waren elf Kantone betroffen und es wurden erste herbstliche Schwarmbildungen gesichtet. Bereits ein Jahr später kam die Art praktisch in der ganzen Schweiz vor und bildete im Herbst Ansammlungen mit mehreren hundert Exemplaren. Der Käfer ist seit 2006 auch aus Österreich dokumentiert und kommt dort mittlerweile in allen Bundesländern vor. Die heutige europäische Verbreitung reicht von Norwegen, Schweden, Schottland und Irland im Norden bis nach Spanien, Italien und Griechenland im Süden.

## Lebensweise und Entwicklung
Der Asiatische Marienkäfer frisst große Mengen von Blattläusen. Er kann pro Tag 100 bis 270 Blattläuse vertilgen. Allerdings verschmäht er auch andere weichschalige Insekten, Insekteneier und Larven nicht. Die Larven des Asiatischen Marienkäfers fressen, wie andere Arten derselben Gattung auch, Eier, Larven und Puppen der eigenen und anderer Marienkäferarten. Problematisch für einheimische Arten ist dabei das Vorkommen von Parasiten in der eingeschleppten Spezies (s. o.). Marienkäfer vermehren und ernähren sich während der Überwinterung nicht. Insofern stellen sie für Gebäude keine Gefahr dar. Natürliche Feinde hat die Art wenige, da sie wie die meisten Marienkäferarten bei Gefahr durch Reflexbluten ihre gelbe, bitter schmeckende und giftige Hämolymphe absondern kann.
Das Weibchen legt seine Eier auf von Blattläusen befallenen Pflanzen ab. Aus diesen schlüpfen nach drei bis fünf Tagen die Larven, die zwei Wochen für ihre Entwicklung benötigen. In dieser Zeit kann eine einzelne Larve bis zu 1200 Läuse fressen. Nach 3 Häutungen erfolgt die Verpuppung. Weitere fünf bis sechs Tage später schlüpft die Imago.

## Asiatischer Marienkäfer und Wein
Ein besonderes Problem stellt der Marienkäfer für die Weinwirtschaft dar. Gerade zur Weinlesezeit verbringen die Marienkäfer die Nacht im relativ witterungsgeschützten Bereich der Weintrauben. Gelangen die Marienkäfer im Zuge der Weinlese mit in die Verarbeitung der Trauben, so gelangt ihre Hämolymphe mit in die Maische oder den Most. Dies kann zu beträchtlichen Einbußen hinsichtlich der Weinqualität führen. Betroffene Weine werden in der Sensorik mit Beschreibungen wie „bitter, Paprika, Erdnussbutter, Spargel“ charakterisiert. Als Hauptgeruchskomponente, die der Hämolymphe des Marienkäfers entstammt, konnte mittlerweile die Substanz 2-Isopropyl-3-methoxypyrazin (IPMP) identifiziert werden.